# دیمین هاوسون
دیمین هاوسون (انگلیسی: Damien Howson؛ زادهٔ ۱۳ اوت ۱۹۹۲) دوچرخه‌سوار اهل استرالیا است.
از باشگاه‌هایی که در آن بازی کرده‌است می‌توان به تیم اوریکا–اسکات، و تیم اوریکا–اسکات، اشاره کرد.
وی در مسابقات کشوری و بین‌المللی در مجموع برندهٔ ۱ مدال نقره شده‌است.